# Sonitpur (huyện)
Huyện Sonitpur là một huyện thuộc bang Assam, Ấn Độ. Thủ phủ huyện Sonitpur đóng ở Dispur. Huyện Sonitpur có diện tích 5324 ki lô mét vuông. Đến thời điểm năm 2001, huyện Sonitpur có dân số 1677874 người.